# Кінга Ільгнер
Кінга Ільґнер (пол. Kinga Ilgner; 3 лютого 1975, Рабка) — польська акторка театру і кіно.

## Життєпис
Випускниця театральної академії у Варшаві (1998). З 1998 року — актриса Національного театру у Варшаві. У 1997 році дебютувала на театральній сцені — виконувала роль Уршули в театральній виставі «У невеликому маєтку» Станіслава Ігнація Віткевича, за постановкою Яна Енглерта. За що  рольотримала приз глядацьких симпатій на Фестивалі театральних шкіл у Лодзі.
Донька драматурга Артура Ільгнера, колишня дружина актора Гжегожа Малецького, від якого має двох дітей.

## Фільми

### Актриса
- 2008: Лейдіс у ролі дружини Дарека
- 2002: Шопен. Бажання кохання
- 2001: Відьмак як Ренфрі
- 1999: Операція «Коза» в ролі перукаря Сільвії

### Серіали
- 2012–2015: Кольори щастя – Алісія Покас
- 2012–2015: Отець Матеуш – лікарка
- 2012: Закон Агати - адвокат Роберта (серія 22)
- 2012: At Wspólna – Анна
- 2011: Готель 52 – Данька (серії 35 і 52)
- 2011–2012: Рецепт життя - Магда, інструктор зі скеледрому
- 2010: На краще і на зло - Моніка Левандовська, дружина Павла (епізод 427)
- 2010: Отець Матеуш - патологоанатом
- 2010: З вуст в уста – Вероніка Почеха (епізод 11)
- 2009: Помічений - коханка Бошека Слов'янського (серія 5)
- 2009: Хейвен - Віола, рятувальник WOPR
- 2008–2009: "Л" означає Любов – Ельжбета Гаєвська, колишня дружина Шимона
- 2008: У Божому саду - Циганка (серія 7)
- 2004: Офіцер - селекція клубу
- 2002: Відьмак - Ренфрі «Жулана»
- 2000: Видалення - жінка (серія 2)
- 2000: Успіх - акторський склад

## Польський дубляж
- 2003: Готика II: Ніч ворона - Надя / Люсія
- 2002: Готика II - Кассія / Грітта / Олена / Хільда / Соня / Надя / Каті
- 2000-2006: Словами Джинджер - місіс Паттерсон
- 2017: Людина-павук: Повернення додому - Мей Паркер
- 2021: Що грає в душі - Геню А
- 2021: Нічого страшного - Міс Женев'єв [2]
- 2021: Людина-павук: Додому шляху нема - Мей Паркер [3]

## Зовнішні посилання
- Kinga Ilgner в базі IMDb (ang.)
- Kinga Ilgner на сайті Filmweb.pl (пол.)
- Kinga Ilgner на сайті  filmpolski.pl (пол.)
- Kinga Ilgner, [w:] Encyklopedia teatru polskiego (osoby).